# Freudenberg Gruppe

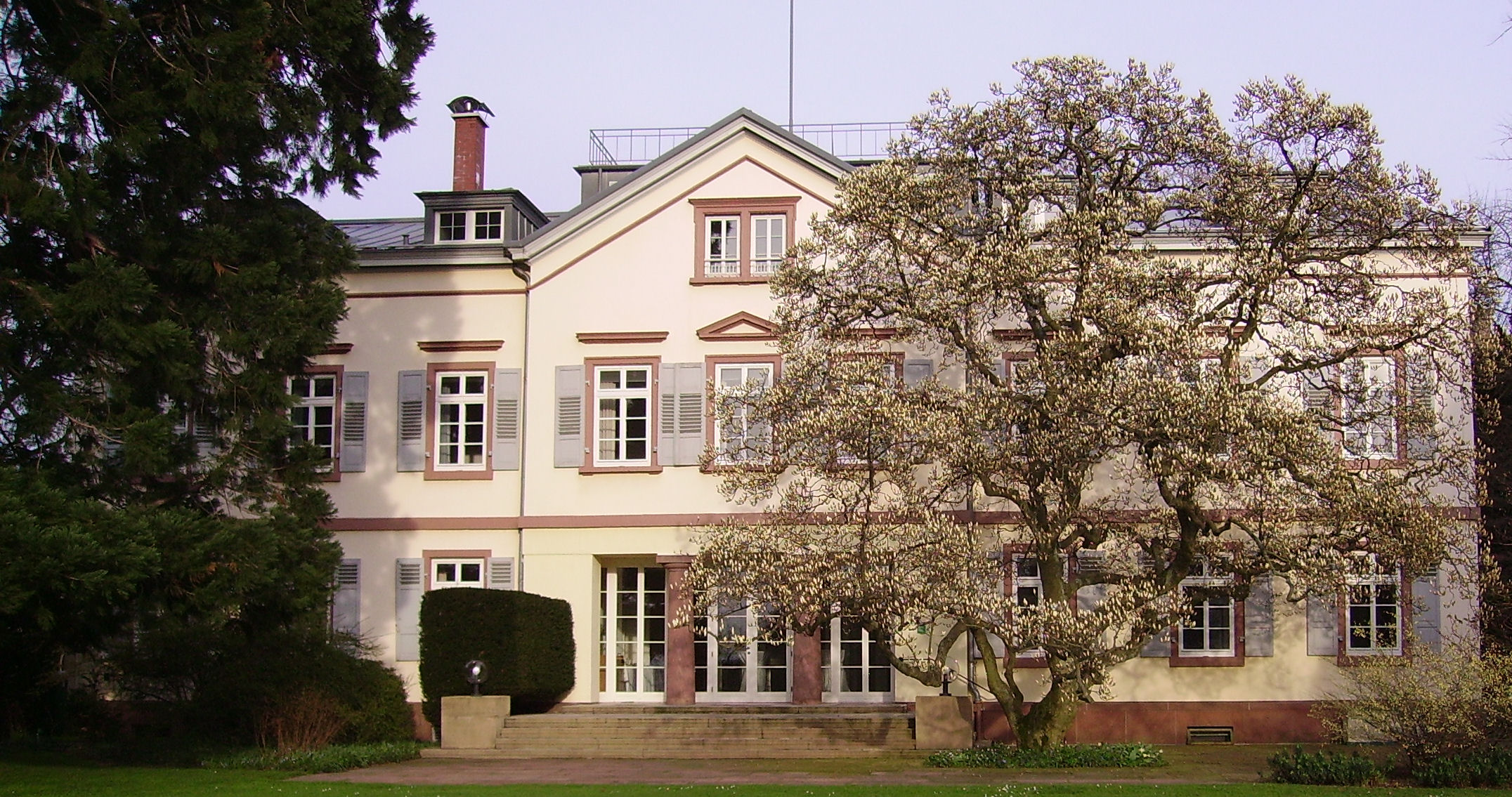
Hermannshof nell'odierno Schau- und Sichtungsgarten di Weinheim: La prima residenza della famiglia Hermann Ernst Freudenberg viene oggi usata dalla società per conferenze e seminari.

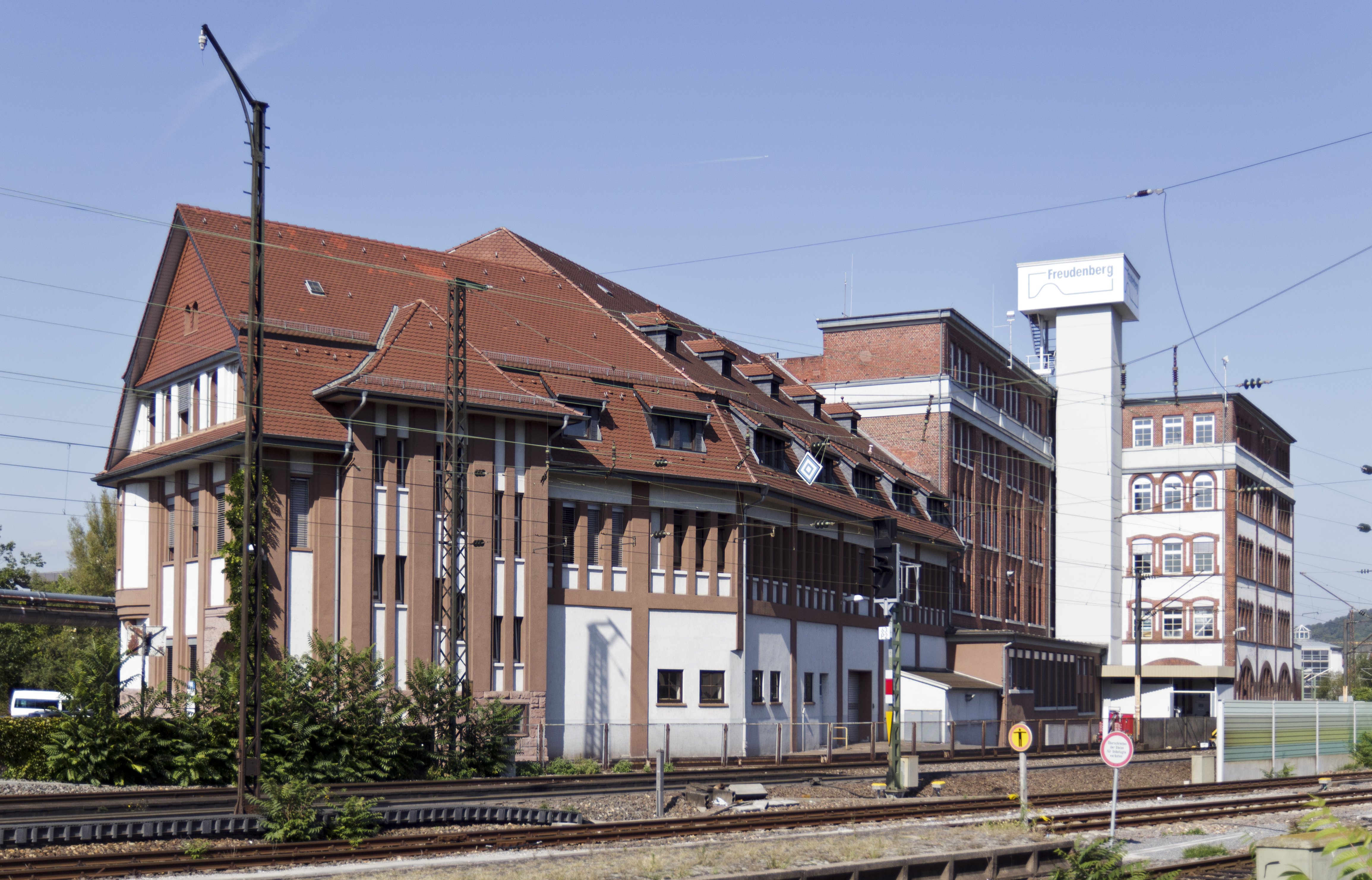
Immagine della Weinheimer Bahnhof presso la sede Freudenberg

La società Freudenberg Gruppe è un fornitore in diverse branche dell'automotive, delle macchine e della meccanica tessile, costruzioni e telecomunicazioni. La sede del gruppo si trova a Weinheim, sotto la guida di Carl Freudenberg discendente della famiglia di commercianti e conciatori Heintze und Sammet, della quale il 20% della proprietà era già di Carl Johann Freudenberg sin dal 1844.
Prodotto noto è la linea Vileda. Si trovano prodotti Freudenberg anche nei motori, come le guarnizioni paraolio. Il gruppo ha 40.000 dipendenti in 60 paesi.

## Storia
Carl Johann Freudenberg e il suo socio Heinrich C. Heintze acquisirono nel 1849 una conceria a Müllheimer Tal di Weinheim. L'azienda esportava prodotti innovativi in pelle in tutto il mondo. Il figlio del fondatore, Hermann Ernst Freudenberg sviluppò tra il 1900 e il 1904 primo in Europa un metodo di concia con bagno di cromo con materiali vegetali. Questo accorciava i tempi di produzione di un mese e la Freudenberg divenne una delle più grandi concerie d'Europa.
L'azienda dopo la prima guerra mondiale, l'inflazione e la grande depressione del 1929 subì un colpo, e l'esportazione del 60-70% delle conce non fu più possibile. A quel tempo i nipoti del fondatore furono alla guida dell'azienda, Hans Freudenberg come ingegneria, Richard Freudenberg come responsabile Personale e Finanze, Otto Freudenberg come responsabile vendite e Walter Freudenberg per gli acquisti. Dal 1929 vennero prodotte guarnizioni in pelle e dal 1936 guarnizioni paraolio con materiale Perbunan, con il nome Simmerringe.
I chimici e gli ingegneri Freudenberg svilupparono la gomma Buna S e Buna N per guarnizioni e suola delle scarpe. Anche il tessuto non tessuto, usato come materiale di substrato per la finta pelle e successivamente usato come materiale di base per altri materiali. Data la versatilità del materiale tessuto non tessuto il prodotto divenne molto popolare.
Nel 1948 viene prodotto il materiale Interfodera e i prodotti casalinghi a marchio Vileda. Dal 1957 vengono sviluppati altri prodotti come filtri industriali e casalinghi a marchio Viledon. Guarnizioni e stampi su disegno cliente vennero fatti sin dal 1934.
Dopo la seconda guerra mondiale vennero fatti investimenti all'estero. Vennero create sedi produttive in Austria, Svizzera, Francia e Gran Bretagna. Dal 1951 viene creata una linea produttiva in USA con un partner. Dal 1955 viene istituita una fabbrica di stampi e dal 1968 vengono fabbricate guarnizioni.
Vengono contemporaneamente fatti investienti in Europa. Fabbriche in Gran Bretagna, Francia, Spagna, Olanda, Italia e altri. Nel 1960 viene aperto un sito anche in Giappone. Dal 1970 al 1989 viene organizzata la rete di vendita in tutto il mondo.
Viene nel frattempo aumentata l'offerta prodotto. Dal 1962 al 1965 viene sviluppata la tecnica della fabbricazione del Tessuto non tessuto, usata oggi nel settore medico, agricolo e industriale. Il costruttore Klüber Lubrication viene inglobato nel 1966, e con partner giapponesi dal 1982 vengono prodotti circuiti stampati flessibili.
Il primo speaker della guida dell'azienda non facente parte della famiglia Freudenberg, fu nel 1997 Peter Bettermann (fino al 2012).
Nel 2003 la Freudenberg acquisisce la Burgmann Industries di Wolfratshausen, azienda di gomme industriali. In società con la ditta giapponese Eagle viene siglata l'alleanza EagleBurgmann Industries.
Nel 2007 la Freudenberg vende il ramo macchine per scarpe ad un consorzio. L'azienda si firma "nora systems GmbH". Nel 2008 viene venduta la Freudenberg Produktionsservice KG e la Freudenberg Gebäudeservice KG alla Johnson Controls Global WorkPlace Solutions. Questa società si firma dal 1º aprile 2009 con il nome Johnson Controls Industrial Services. Nel 2010 Freudenberg Chemical Specialities acquisisce la società di trattamenti superficiali SurTec International GmbH con sede a Zwingenberg (Assia). SurTec offre soluzioni per il trattamento protettivo di superfici metalliche e plastiche.
Nel 2010 la joint-venture Freudenberg Schwab GmbH, la quale dal 1999 coopera con la svizzera Schwab AG e partecipata al 50% da Freudenberg Gruppe. Freudenberg Schwab offre soluzioni per la saldatura in ambito industriale, ferroviario. Nel 2012 viene creata la joint-venture TrelleborgVibracoustic GmbH, al 50% di Freudenberg Gruppe.
Nel gennaio 2013 l'azienda viene messa nel ranking delle 500 più grosse aziende di famiglia dal quotidiano Wirtschaftsblatt, alla posizione 23.

## Struttura
Freudenberg è una società di famiglia. La società strategia del gruppo Freudenberg, Freudenberg & Co. KG, appartiene a 300 persone eredi di Carl Johann Freudenberg. È una delle più grandi società Kommanditgesellschaft della Germania.
Presidente de consiglio è Martin Wentzler. La direzione è affidata a Mohsen Sohi, Tilman Krauch e Ralf Krieger.
Sotto il tetto della Freudenberg & Co. KG rimane la Freudenberg (Società europea) come casa madre di tutte le società nei vari rami.
La guida delle società nei vari rami è relazionata alla corporate governance. Qui di seguito le varie società. Queste società sono del tipo GmbH o SE & Co. KG (con Freudenberg SE come socio accomandatario).

### Settori
| Guarnizioni e tenute               | Materiali flessibili e filtrazione               | Prodotti per la casa                    | Specialità e altro                |
| Gruppo                             | Gruppo                                           | Gruppo                                  | Gruppo                            |
| ---------------------------------- | ------------------------------------------------ | --------------------------------------- | --------------------------------- |
| Freudenberg Sealing Technologies   | Freudenberg Performance Materials                | Freudenberg Home and Cleaning Solutions | Freudenberg Chemical Specialities |
| Freudenberg Oil & Gas Technologies | Freudenberg Filtration Technologies              | Freudenberg IT                          |                                   |
| EagleBurgmann                      | enmech                                           |                                         |                                   |
| Freudenberg Medical                | Freudenberg Business Services (Geschäftsbereich) |                                         |                                   |
| TrelleborgVibracoustic             | Freudenberg Service (Geschäftsbereich)           |                                         |                                   |

## Cifre
| Anno               | 2002   | 2003   | 2004   | 2005   | 2006   | 2007   | 2008   | 2009   | 2010   | 2011   | 2012   | 2013   | 2014   |
| ------------------ | ------ | ------ | ------ | ------ | ------ | ------ | ------ | ------ | ------ | ------ | ------ | ------ | ------ |
| Fatturato in mln € | 3918   | 3868   | 4418   | 4837   | 5053   | 5341   | 5050   | 4201   | 5481   | 6006   | 6322   | 6623   | 7039   |
| dipendenti         | 27.693 | 28.479 | 32.004 | 33.385 | 33.526 | 34.330 | 32.738 | 32.134 | 34.200 | 37.031 | 37.453 | 39.897 | 40.456 |

Al 31 dicembre 2014 il gruppo presentava 40.456 collaboratori (anno precedente: 39.897). In Nordamerica 8.343 (anno prima: 8.042), in Germania 10.536 (anno precedente: 10.382) resto d'Europa 10.597 (anno prima: 10.186). Africa/Australia 432 (anno prima: 428). America centrale e meridionale 1.773 (anno prima: 1.870), Asia 8.775 (anno prima: 8.989).

### Karl-Freudenberg-Preis
Nel 1986 per il centenario della nascita dei chimici di Heidelberg, Karl Johann Freudenberg, viene creato il Karl-Freudenberg-Preis per la ricerca nelle scienze naturali nel Baden-Württemberg. I premi vengono assegnati dalla Heidelberger Akademie der Wissenschaften.

### Carl-Freudenberg-Preis
Il Carl-Freudenberg-Preis viene assegnato dalla Hochschullehrernachwuchses della Universität Karlsruhe, dove Friedrich Carl Freudenberg studiò. Vale 5.000 Euro ed è conferito ogni due anni per il miglior lavoro di scienza e tecnica “wissenschaftliche Exzellenz und potenzielle industrielle Nutzbarkeit“. Il premio esiste dal 1951.

### Fondazione Freudenberg

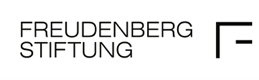
Logo Freudenberg Stiftung

Nel 1984 viene fondata la Freudenberg Stiftung come ONLUS. Con circa 1,75 milioni di Euro annuali la fondazione opera progetti per bambini e giovani in Germania e all'estero nei seguenti ambiti:
- Integrazione sociale
- Giovani tra scuola e lavoro
- Cultura civica a scuola e società
- Lavoro per psicopatologici

Dal 2007 la fondazione concede il Sächsischen Förderpreis für Demokratie.
I membri del consiglio di amministrazione della Freudenberg Stiftung gGmbH sono Jon Baumhauer, Peter Bettermann (presidente), Peter Frankenberg, Wolfram Freudenberg e Petra Roth.
Nel Kuratorium vi sono Dorothee Freudenberg (presidente), Wolfgang Huber, Yasemin Karakaşoğlu, Petra Lidschreiber, Uli Paetzel, Christian Petry, Ida Schildhauer e Stefanie Wahl.
Nel giugno 2009, in occasione del 25º anniversario della fondazione, è stata edita la pubblicazione „Freudenbergstiftung 1984–2009“.